# Bert Schneider
Julius Gustav Albert "Bert" Schneider (Cleveland, Ohio, 1 de juliol de 1897 - 20 de febrer de 1986) va ser un boxejador estatunidenc de naixement, però canadenc d'adopció que va competir en els anys posteriors a la Primera Guerra Mundial.
Amb 9 anys es traslladà a viure a Mont-real (Quebec), on practicà diversos esports. Amb l'esclat de la Primera Guerra Mundial va intentar unir-se a la Royal Canadian Army, però va ser rebutjat perquè no havia obtingut encara la ciutadania canadenca. Aleshores va decidir entrenar fort per ser un bon boxejador. El resultat fou la victòria en els campionats canadencs del pes wèlter el 1919 i 1920.
El 1920 va prendre part en els Jocs Olímpics d'Anvers, on guanyà la medalla d'or de la categoria del pes wèlter, del programa de boxa.
Entre 1921 i 1927 lluità com a professional, amb un balanç de 18 victòries, 23 derrotes i 2 nuls. El 1975 fou incorporat al Canadian Sports Hall of Fame.